# Alveovalvulina
Alveovalvulina es un género de foraminífero bentónico de la familia Textulariellidae, de la superfamilia Ataxophragmioidea, del suborden Ataxophragmiina y del orden Loftusiida. Su especie tipo es Alveovalvulina suteri. Su rango cronoestratigráfico abarca el Mioceno.

## Discusión
Clasificaciones previas incluían Alveovalvulina en el suborden Textulariina del orden Textulariida o en el orden Lituolida.

## Clasificación
Alveovalvulina incluye a la siguiente especie:
- Alveovalvulina suteri